# ジャポニスム

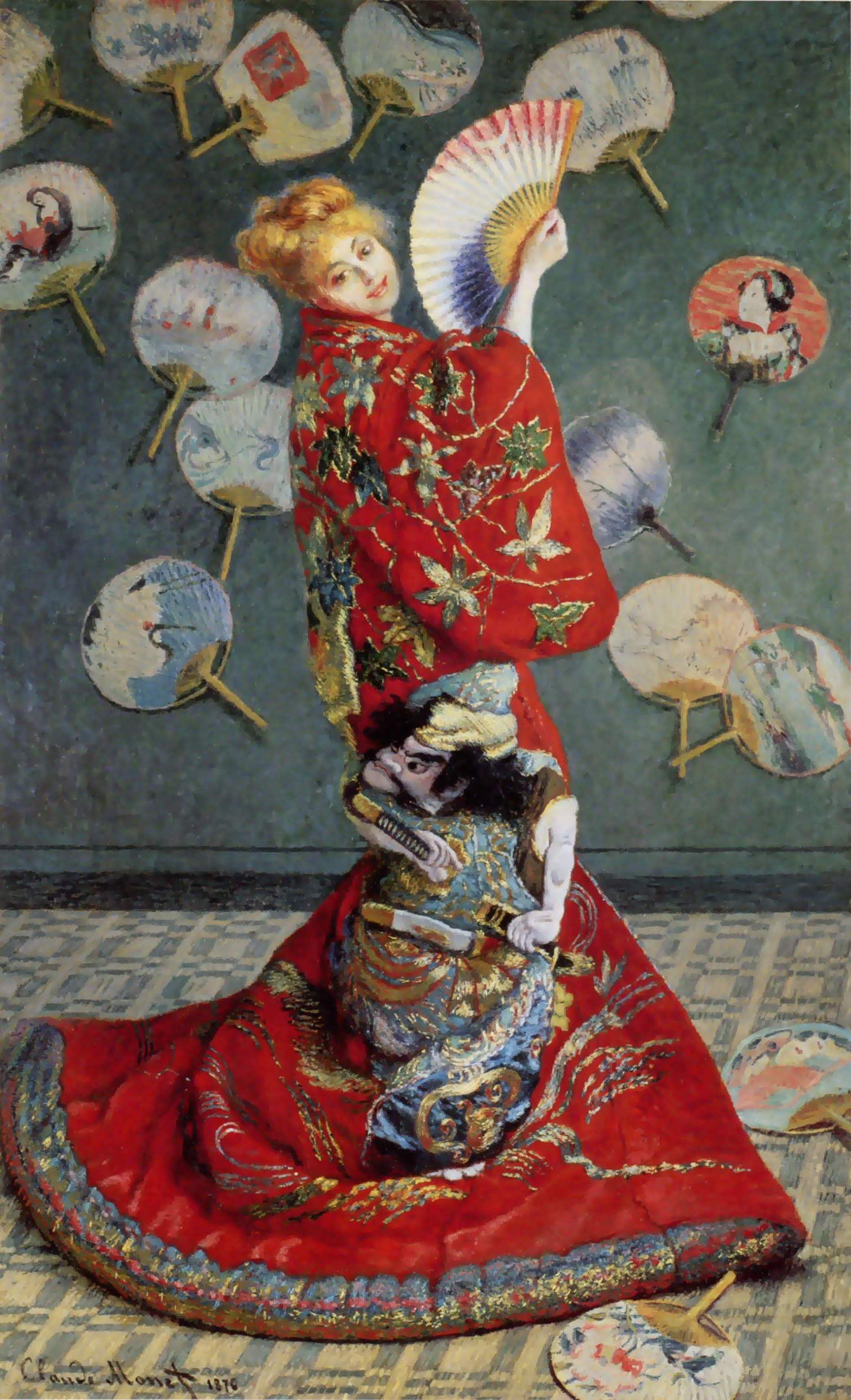
クロード・モネ作『ラ・ジャポネーズ』。

ジャポニスム（英: Japonism）は、19世紀後半にヨーロッパで流行した日本趣味のこと。英語ではジャポニズムと表記するが、本稿では仏語の「ジャポニスム」に表記を統一する。

## 概要
19世紀中頃の万国博覧会（国際博覧会）への出品などをきっかけに、日本美術（浮世絵、琳派、工芸品など）が注目され、ヨーロッパの芸術家に大きな影響を与えた。1870年には、フランス美術界においてジャポニスムの影響はすでに顕著であり、1872年に美術評論家のフィリップ・ビュルティがその流行を「ジャポニスム」と呼んで解説、1876年には"japonisme"という単語がフランスの辞書に登場した。19世紀末から20世紀初頭にかけての日本ブームについて、フランスの翻訳家ルイ・ファビュレは、「日本は巨人のような大股で世界に登場し、今日世界中の眼がこの国に注がれている」と記している。
ジャポニスムは画家を初めとした芸術家に多大な影響を与えた。たとえば、ゴッホによる『名所江戸百景』の模写や、クロード・モネの「ラ・ジャポネーズ」、ドガを初めとした画家の色彩感覚にも影響を与えた。
なお現在も製造、販売されているフランスのかばんメーカーのルイ・ヴィトンの「ダミエ」キャンバスや「モノグラム」キャンバスも、当時のゴシック趣味、アール・ヌーヴォーの影響のほか、市松模様や家紋の影響もかかわっているとされる。

## 歴史

### ジャポネズリーの時代

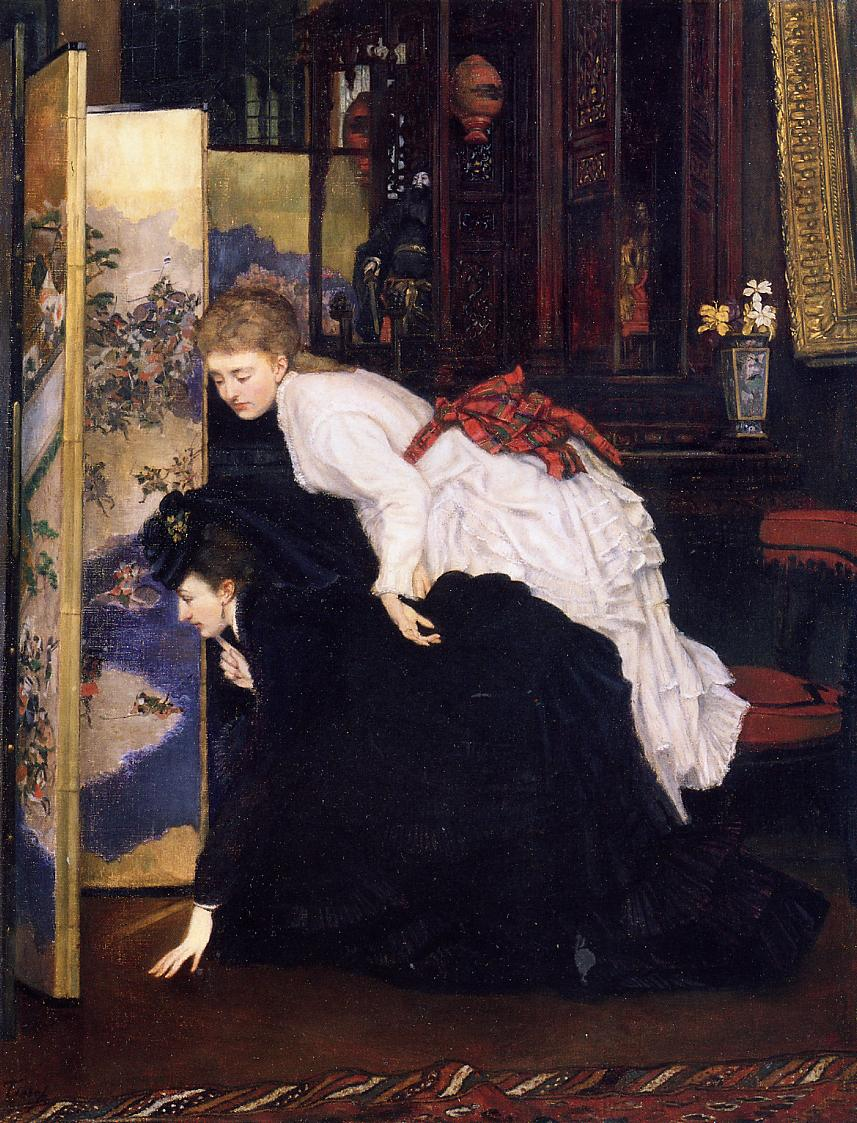
フランスの画家ジェームズ・ティソ（1836 - 1902）による1869 – 1870年の作品。屏風を眺める婦人が描かれている。

ジャポネズリー（仏: Japonaiserie）とは日本趣味のことであり、ジャポニスムの前段階として解釈されている。
嘉永年間、黒船来航により多くの商船が西洋から押し寄せた。当時の写真技術と印刷技術により、日本の様子が西洋に広く知られるようになる。他の美術工芸品とともに浮世絵という版画が欧米でまたたく間に人気になった。
ジャポニスムの第一段階は日本の美術品、特に浮世絵版画の熱狂的な収集から始まる。その最初の例はフランスのパリであった。1856年ごろ、フランスのエッチング画家フェリックス・ブラックモンが、摺師の仕事場で『北斎漫画』を目にした。1860年から1861年にかけて出版された日本についての本の中では、浮世絵がモノクロで紹介されている。
シャルル・ボードレールは、1861年に手紙を書いている。
「かなり前になりますが、私は1箱の日本の工芸品を受け取り、それらを友人たちと分け合いました…」
その翌年にはラ・ポルト・シノワーズ（「中国の門」、La Porte Chinoise）という浮世絵を含むいろいろな日本製品を売る店がリヴォリ通りというパリで最もおしゃれな商店街に開店した。
1871年には、カミーユ・サン＝サーンスが作曲し、ルイ・ガレが台本を書いたオペラ『黄色い王女』（La Princesse jaune）が公開されたが、その物語はオランダ人の少女が芸術家のボーイフレンドが熱中している浮世絵に嫉妬するというものだった。
ブラックモンによる浮世絵の古典的名作の最初の発見にもかかわらず、当初ヨーロッパに輸入された大半の浮世絵は、同時代である1860-1870年代の絵師によるものだった。それ以前の巨匠たちが紹介され、評価されるのはもう少しあとのことになる。また、同時期のアメリカのインテリたちは、雪舟や周文などのような日本の洗練された宗教的、国家的遺産とは区別されるべきものだと主張した。

### イギリスにおけるジャポニスム
イギリスでは、1862年のロンドン万国博覧会により日本の陶器や置物など日本文化への関心が高まった。美術界では、ロセッティ・サークル（画家のロセッティを中心としたラファエル前派のグループ）の人々を中心に日本熱が起こった。明治になると日本の軽業師が多数海外で興行するようになり、イギリスでも1870年代にはすでに手品や曲芸を見せる興行が打たれていた。1873年のウィーン万国博覧会後、そこで展示されていた建物と庭園がアレクサンドラ・パレス＆パーク (Alexandra Palace and Park) に移築され、日本村Japanese Villageと呼ばれた。1885年にはロンドンのナイツブリッジにジャパニーズ・ヴィレッジ（日本村）と呼ばれる日本の物品を販売したり見世物をしたりする小屋ができ、同じころサヴォイ劇場では、ウィリアム・ギルバートとアーサー・サリヴァンによるオペレッタ『ミカド』が大当たりを取っていた。また、リバティ百貨店は日本風デザインの布地や家具を販売し始め、女性誌では日本風を取り入れた新しいドレスが誌面を飾るようになった。

### ジャポネズリーからジャポニスムへ

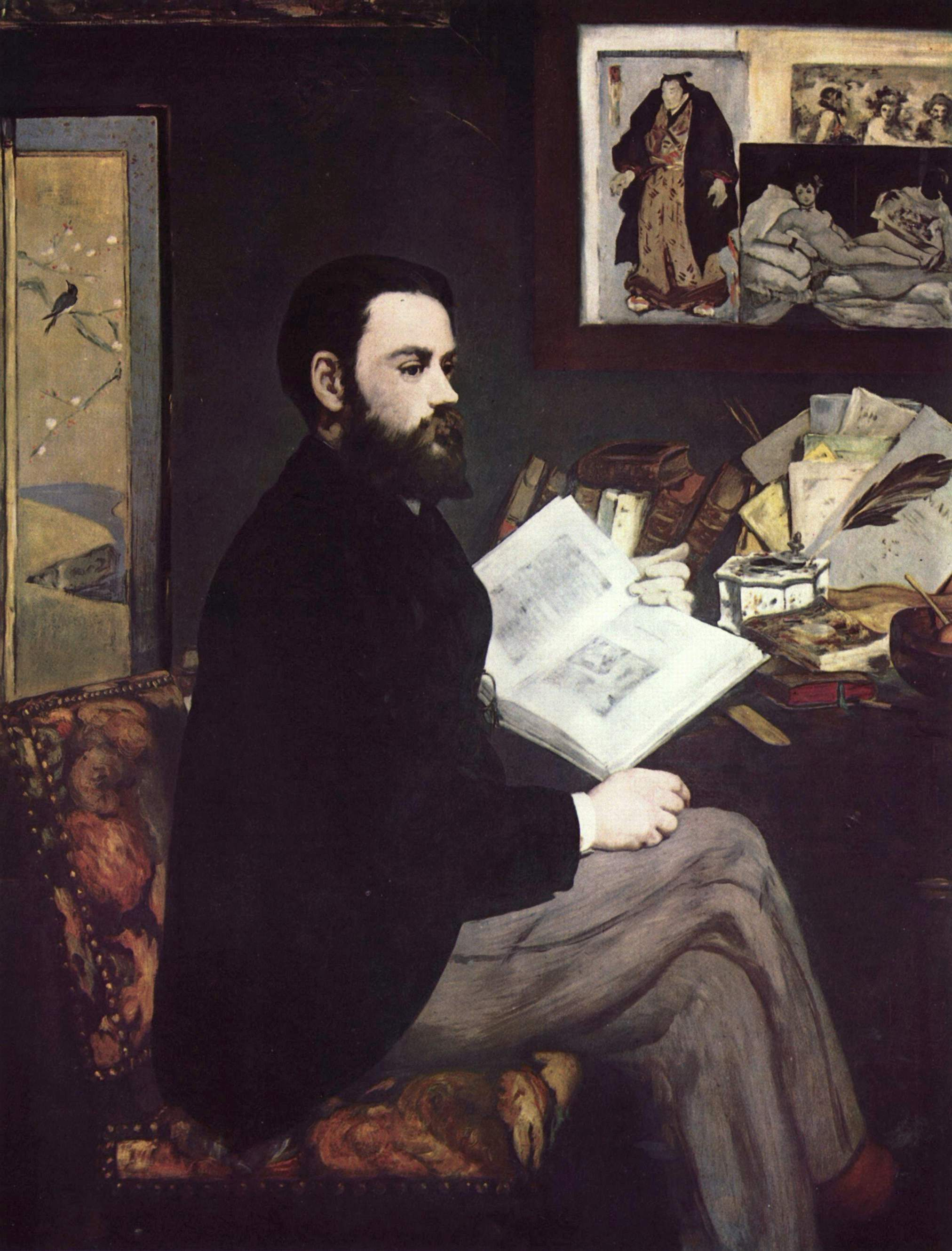
マネ『エミール・ゾラの肖像』 1866年。

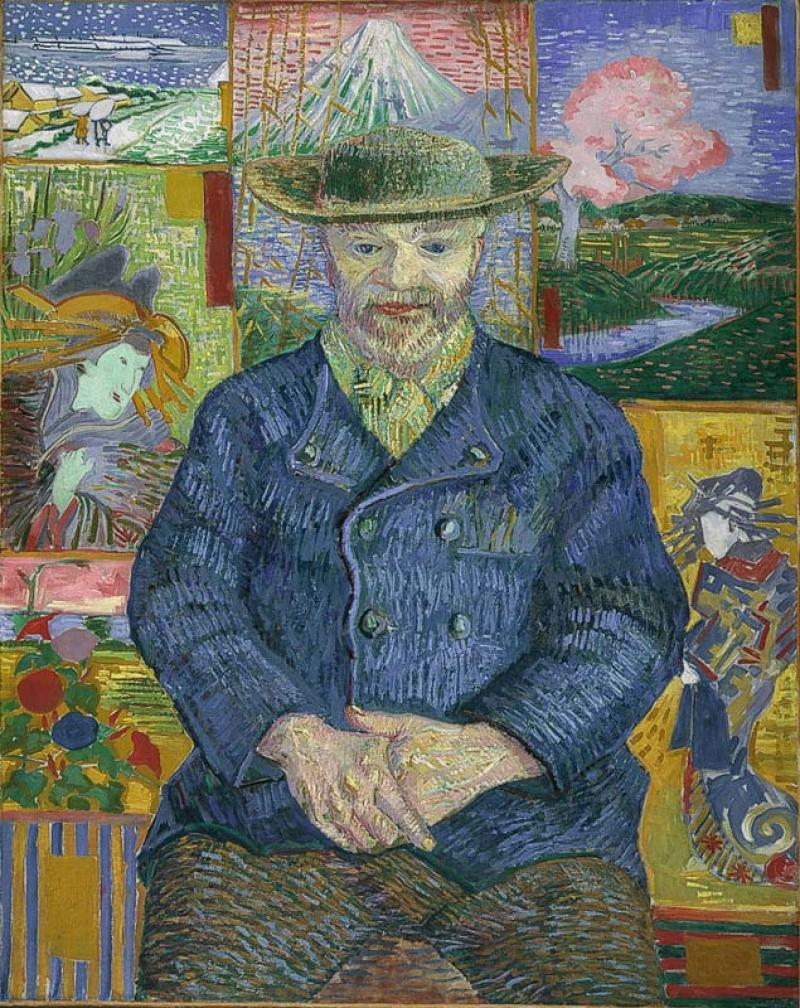
ゴッホ『タンギー爺さん』（1887 – 1888年） 後ろに浮世絵が描かれている。

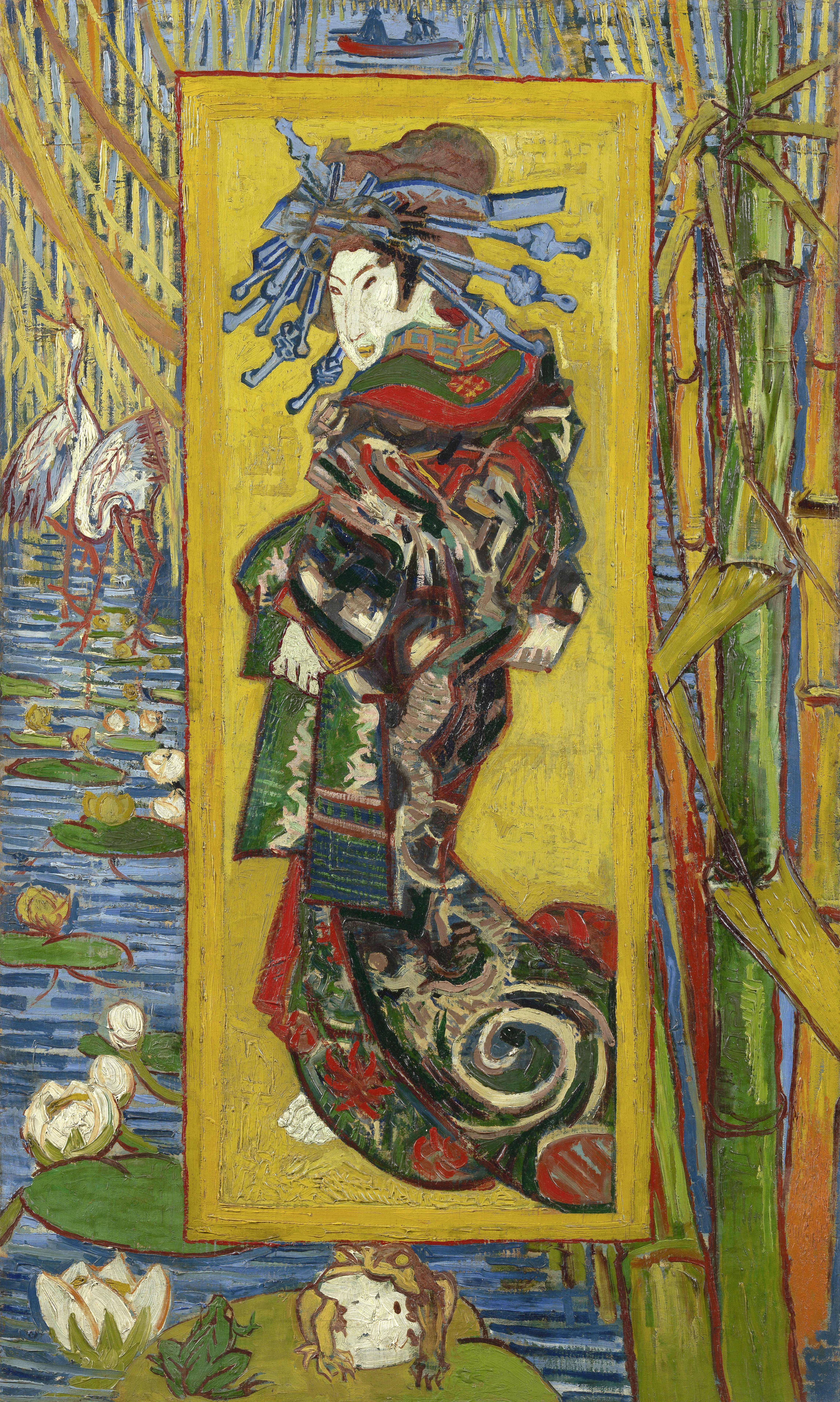
ゴッホ『花魁』 1887年。

エドゥアール・マネの『エミール・ゾラの肖像』は、ジャポネズリーの代表的なものであると考えられる。この作品はマネ自身の日本趣味を表しており『エミール・ゾラの肖像』はマネのアトリエで描かれた作品であり、画中の日本の絵画もマネのコレクションである。この作品そのものには日本の絵画の表現方法が顕著に取込まれているわけではなく、オランダのフィンセント・ファン・ゴッホの『タンギー爺さん』も同様の感覚によるものであるとも考えられる。
葛飾北斎や喜多川歌麿、歌川広重を含む浮世絵師の作品は、絶大な影響をヨーロッパに与えた。なお、影響を受けたアーティストとして、ピエール・ボナール、マネ、アンリ・ド・トゥールーズ=ロートレック、メアリー・カサット、エドガー・ドガ、ピエール=オーギュスト・ルノワール、ジェームズ・マクニール・ホイッスラー、クロード・モネ、ゴッホ、カミーユ・ピサロ、ポール・ゴーギャン、グスタフ・クリムトなどがいた。
あらゆる芸術分野で影響を受けたが、版画が特に影響を受けた。ヨーロッパで主流だったのはリトグラフであって、木版画ではなかったが、日本の影響を抜きにして、ロートレックのリトグラフポスターについて語れない。木版画によるジャポニスム作品としては、モノクロではあったものの、ゴーギャンとフェリックス・ヴァロットンがあげられる。
イギリスへの日本美術の伝達にはホイッスラーが重要な役割を果たした。当時パリは日本の物産の集散地として知られており、ホイッスラーは滞在中に優れたコレクションを蓄積した。米国へは、有田市出身の江藤源次郎が米国へ渡ってコネチカット州のコスコブ・アート・コロニーに参加した際に、そこの印象派画家たちに日本画技法を伝え、米国でのジャポニスムを起こすのに貢献している。
ゴッホのいくつかの作品は浮世絵のスタイルを模倣したり、それ自体をモチーフにしたりしている。たとえば『タンギー爺さん』（あるアートショップのオーナー）の肖像画には、背景に6つの浮世絵が描かれている。またゴッホは、1886年に渓斎英泉の浮世絵をパリの雑誌『パリ・イリュストレ』（Paris Illustré）で見つけた後、1887年に『花魁』を描いている。ゴッホはこの時すでにベルギーのアントワープで浮世絵版画を収集していた。
浮世絵は線で構成されており、何も無い空間と図柄のある部分に輪郭線がくっきりと分かれ、立体感はほとんど無い。これらの特徴はアール・ヌーボーに影響を与えた。浮世絵の直線と曲線による表現方法は、その後、世界中の全ての分野の絵画、グラフィックで当たり前のように見ることができるようになった。これらの浮世絵から取り入れられた形状と色彩構成は、現代アートにおける抽象表現の成立要素のひとつと考えられる。ジャポニスムによって、その後の家具や衣料から宝石に到るまであらゆる工芸品のグラフィックデザインに、日本的な要素が取り入れられるようになった。
音楽に関しては、ジャコモ・プッチーニの有名な『蝶々夫人』がジャポニスムの影響を受けている。また、ウィリアム・ギルバートとアーサー・サリヴァンによるオペレッタ『ミカド』は、ロンドンのナイツブリッジで行われた日本の展示会から着想を得たものである。

## ジャポニスムの影響

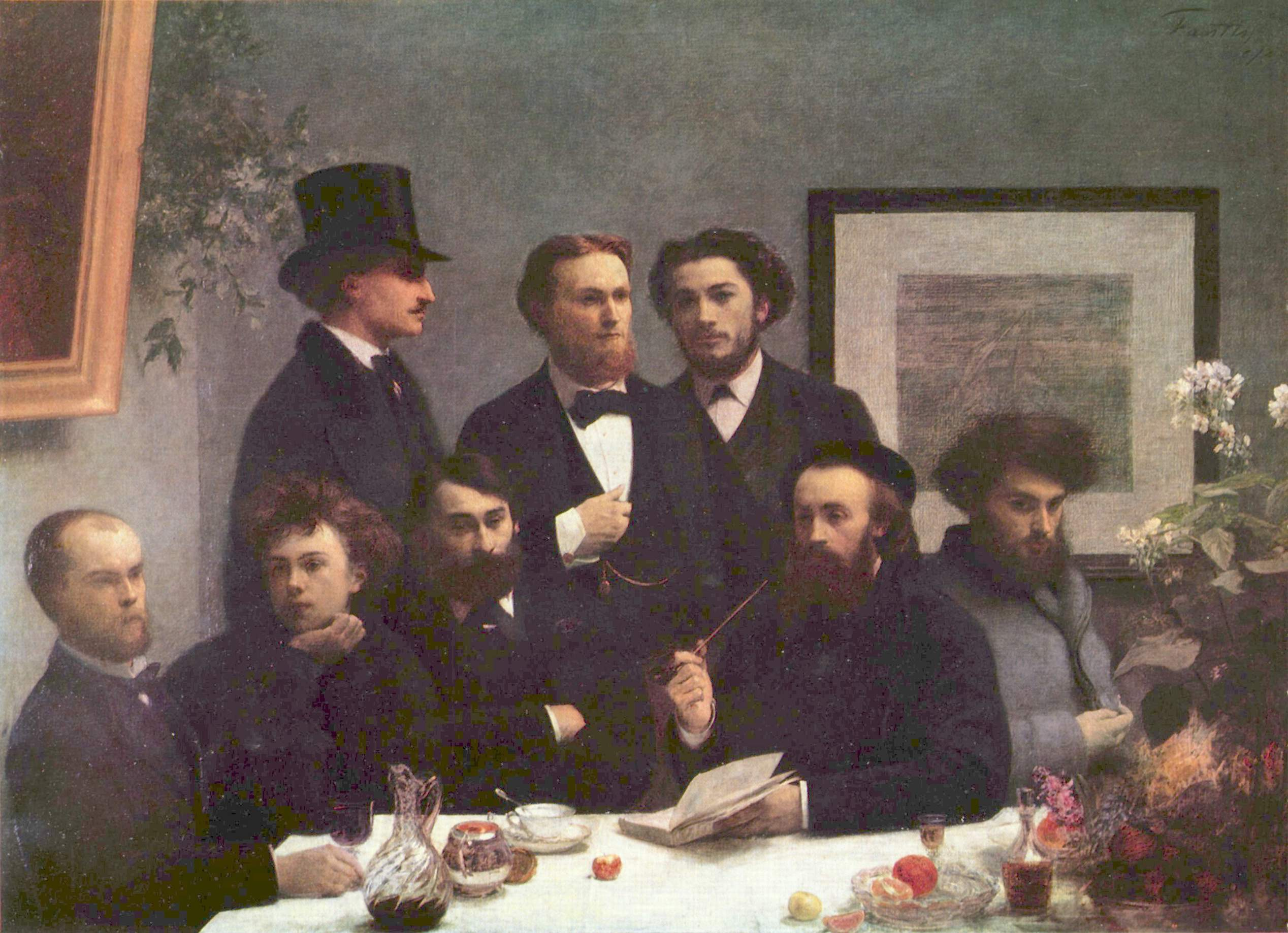
『テーブルの隅』 アンリ・ファンタン=ラトゥール 1872年。

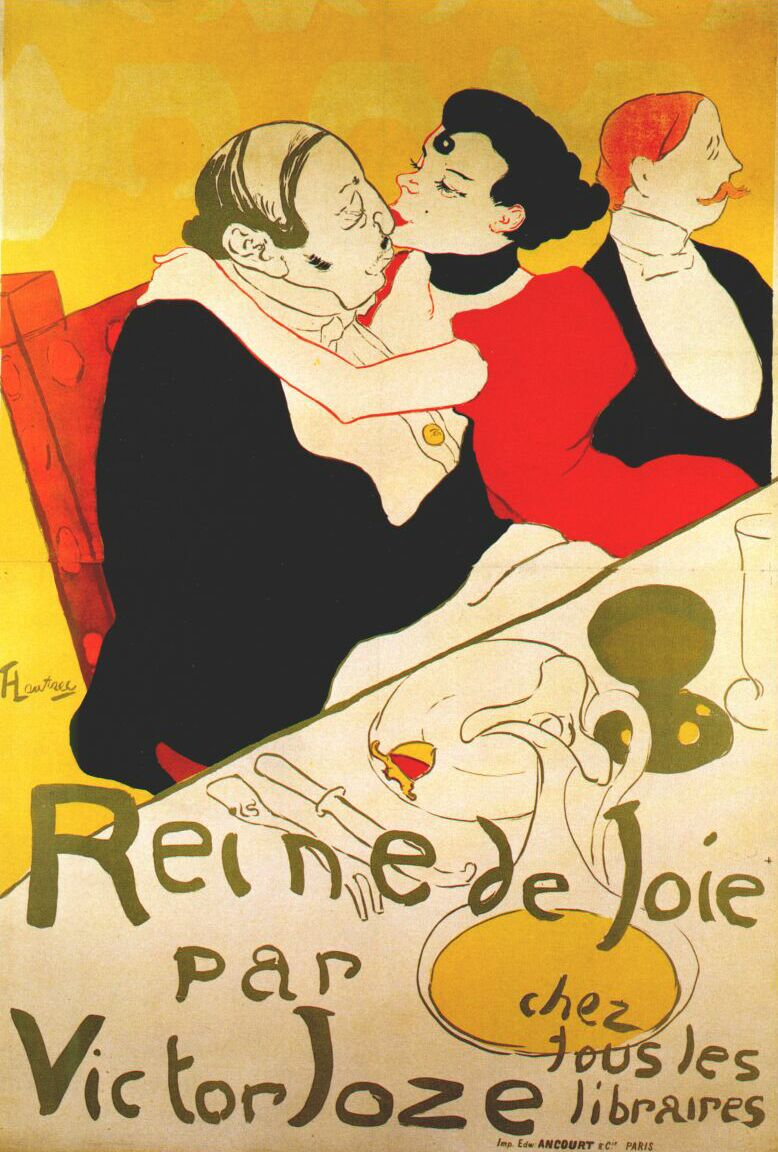
リトグラフのポスター アンリ・ド・トゥールーズ=ロートレック 1892年。

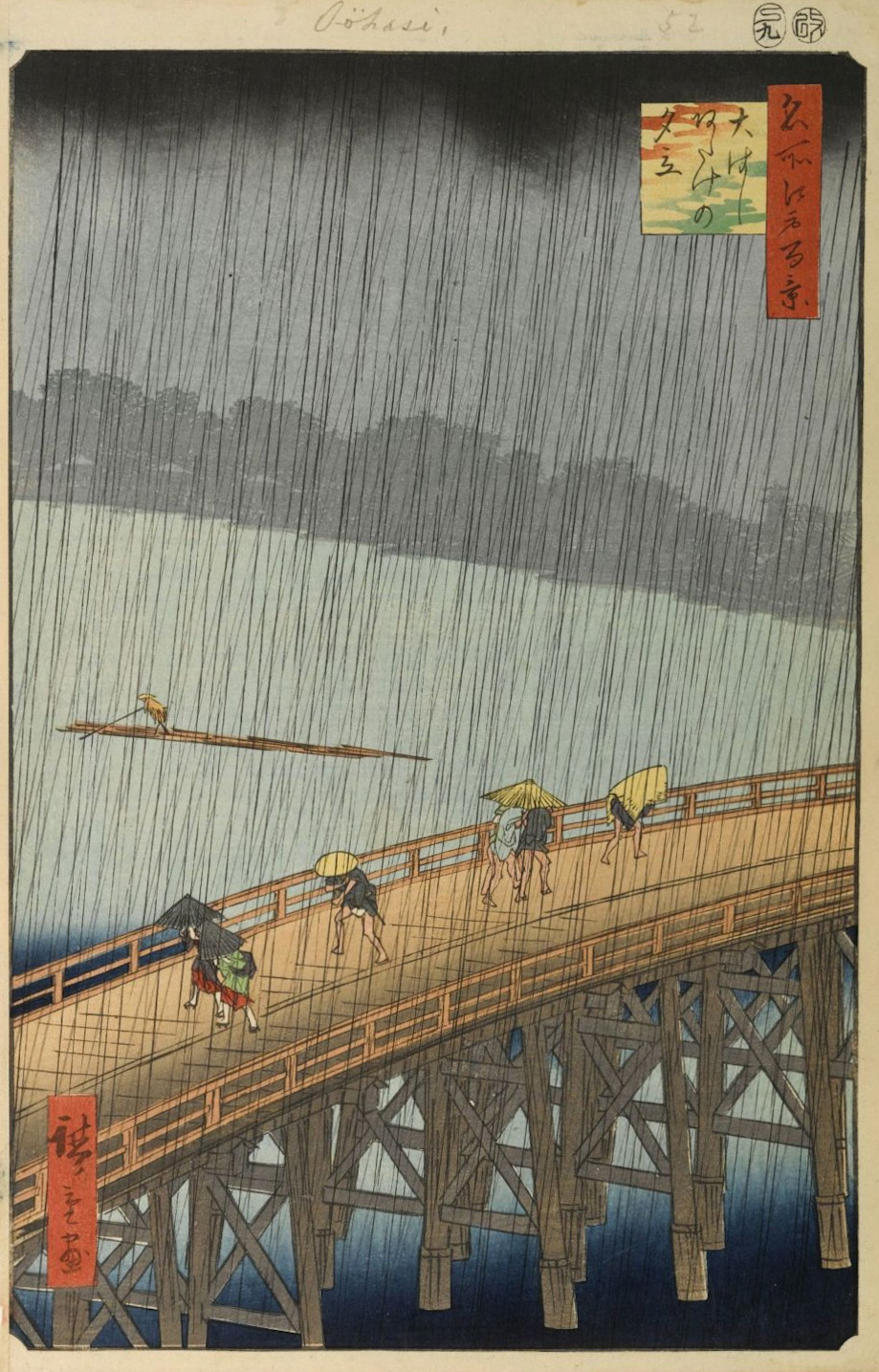
『名所江戸百景 大はしあたけの夕立』 歌川広重 1856年。

左上の絵は、19世紀中頃の写実主義のフランスの画家の一人、ラトゥールの『テーブルの隅』という絵である。左下は世紀末のフランスの画家の一人、ロートレックのポスター画である。ロートレックはジャポニスムの影響を強く受けた画家の一人で、このロートレックのポスターは現代人の目には特別なものには映らないが、当時の西洋人にとってはかなり斬新な表現方法を使った絵であった。
まず、ロートレックの絵にはテーブルのラインが画面を真っ二つに切るように斜めに入っている。ジャポニスム以前の絵画では、このように大胆に斜めのラインが入ることは珍しく、ラトゥールの絵のように水平に入るのが普通であった。これは右の広重の浮世絵に見られるような構図がインスピレーションになっていると考えられている。
またラトゥールの絵では遠近法と陰影、細部の描写により立体感を表現しているが、ロートレックの方は平面の組み合わせで描写され、立体感の表現は全く放棄されている。人物や物体の輪郭が線で表現されるのも、ジャポニスム以前のヨーロッパではあまり見られない表現方法であった。色使いも大胆で鮮明な原色が画面のかなりの面積を占めており、油彩とリトグラフという比較障害があるとしても、ラトゥールの絵とは好対照である。
左の絵では比較しにくいが、ジャポニスム以前の絵画では地平線の位置が画面中央付近から下部に水平に表現されるのが普通であった。ジャポニスム以降は地平線が画面上部に描かれたり、あるいは背景全部が地面または床になることが普通に見られるようになる。このようなジャポニスムの影響は、20世紀に入るとヨーロッパのあらゆる視覚表現に普遍的に見られるようになり、これはジャポニスムでこちらはそうではない、と区別することが意味を成さなくなっていく。
また、当時としては西洋美術は宗教画の流れを組み、小鳥や虫などの生命や市民を題材にするなどの発想は無く、その自由な題材に大いにインスピレーションを受けた。
イギリスの作家アーサー・コナン・ドイルはシャーロック・ホームズシリーズの一編「高名な依頼人」（1925年）において、聖武天皇および正倉院について触れている。当時のイギリスでは日本はあまり知られておらず、正倉院については戦後の1946年に一般公開されるまで日本でも有名というわけではなかった。ドイルがこうした日本についての詳細な知識を持っていたのは、幼少時からの友人、ウィリアム・K・バートンから聞いたためではないかとする説がある。バートンは衛生工学の教授として東京帝国大学に招かれたお雇い外国人で、10年以上日本で生活をした人物である。バートンには正倉院についての知識があり、それをドイルに伝えたことがあったのだと考えられる。

## ギャラリー

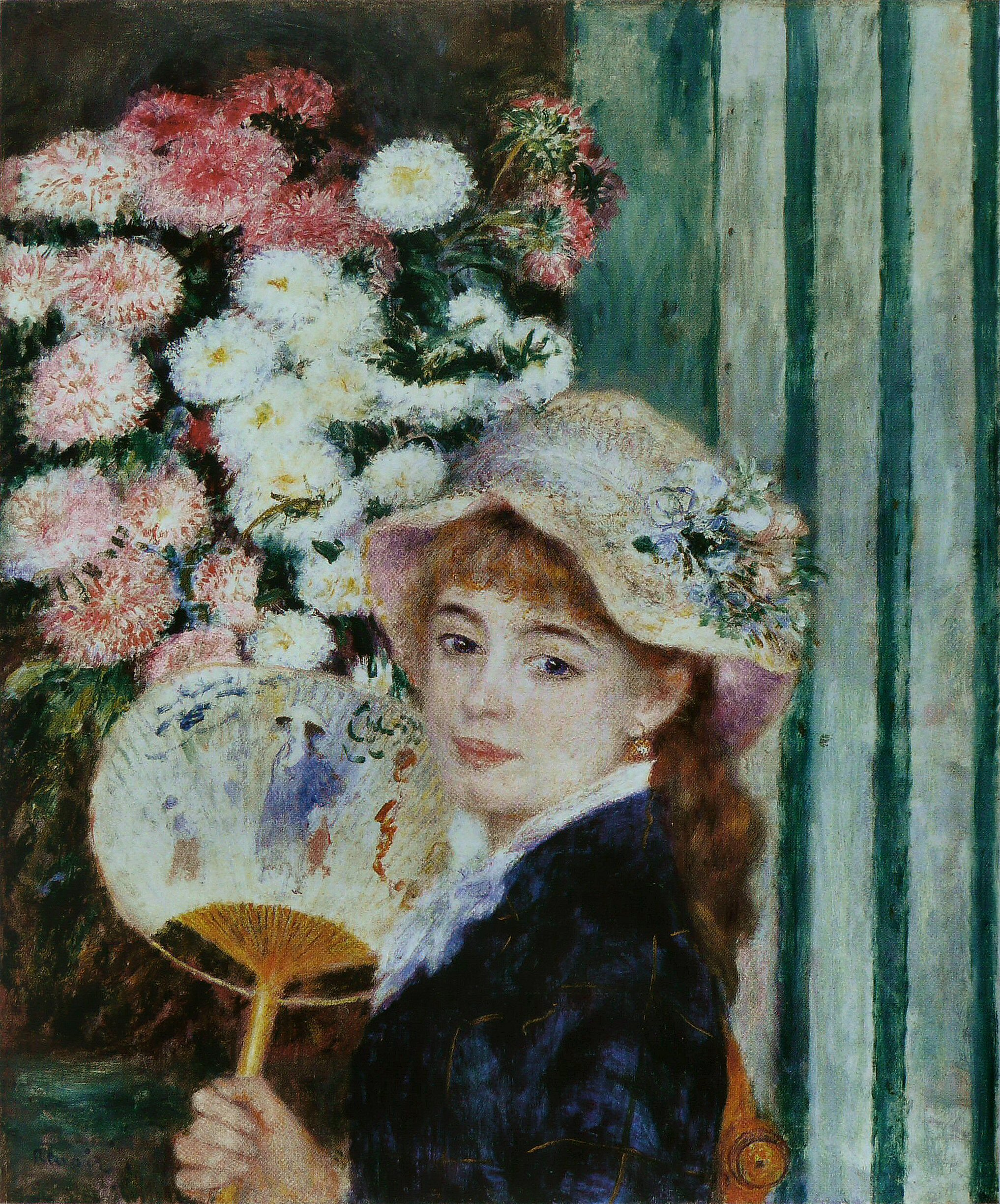
ピエール=オーギュスト・ルノワール『うちわを持つ少女』 1881年。
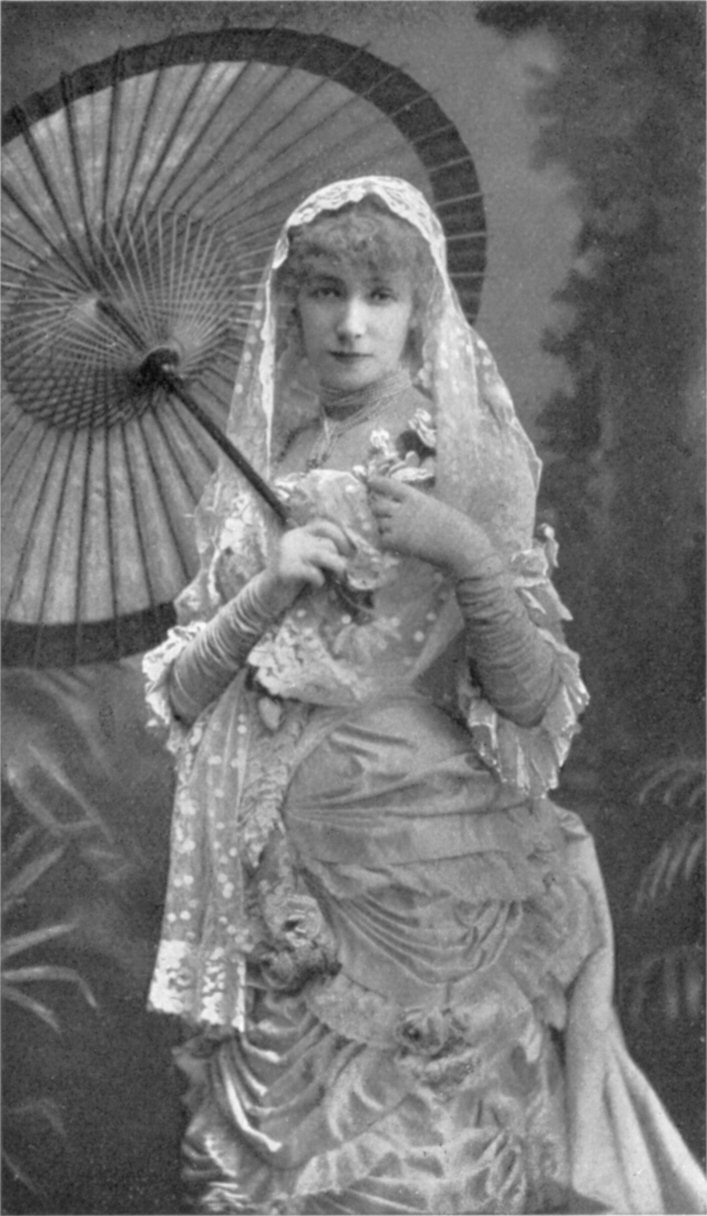
日本の日傘を持つフランスの舞台女優サラ・ベルナール（1844年 – 1923年）。1881年撮影。
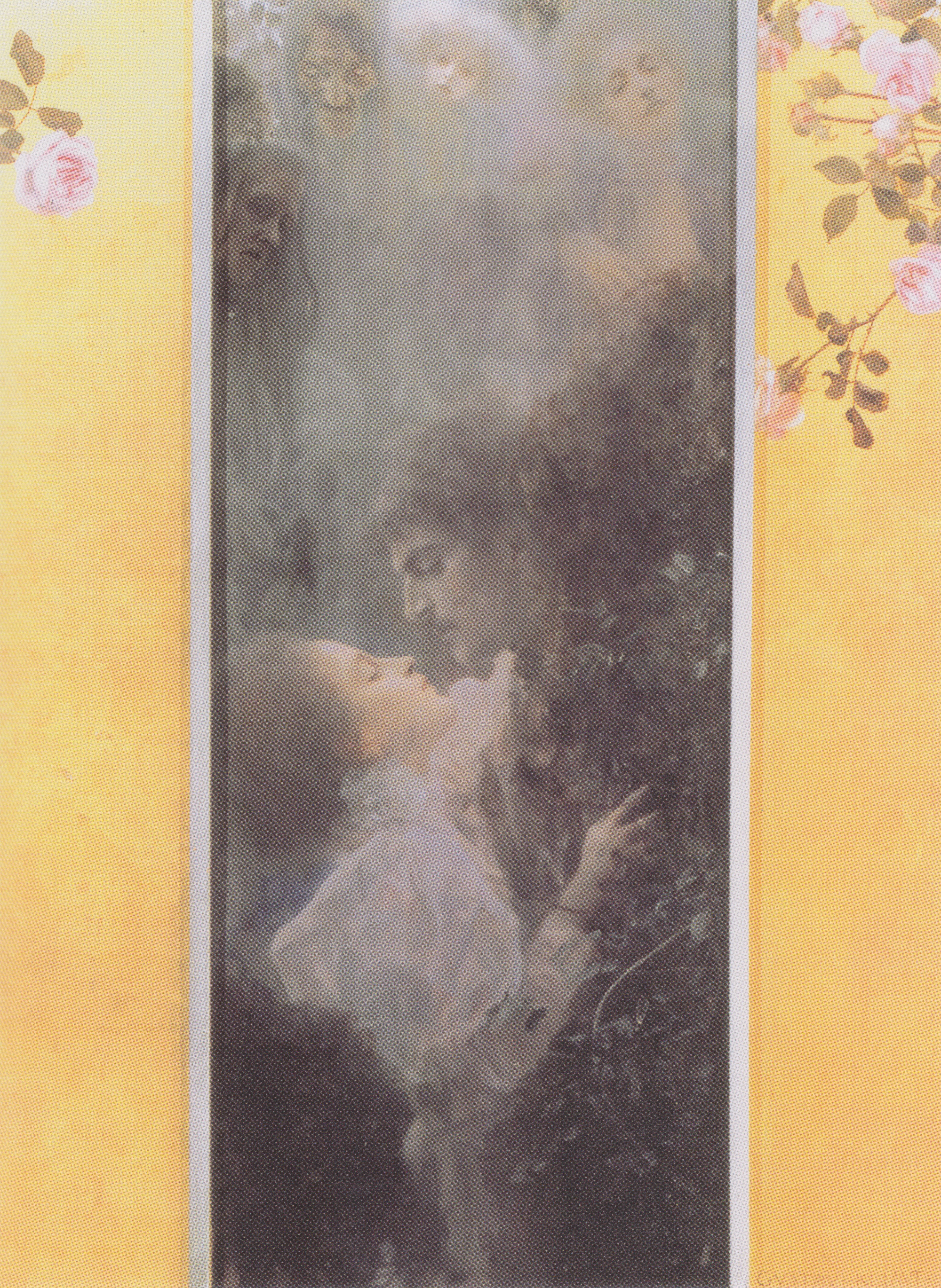
グスタフ・クリムト（1862年 – 1918年）『Liebe』 1895年。
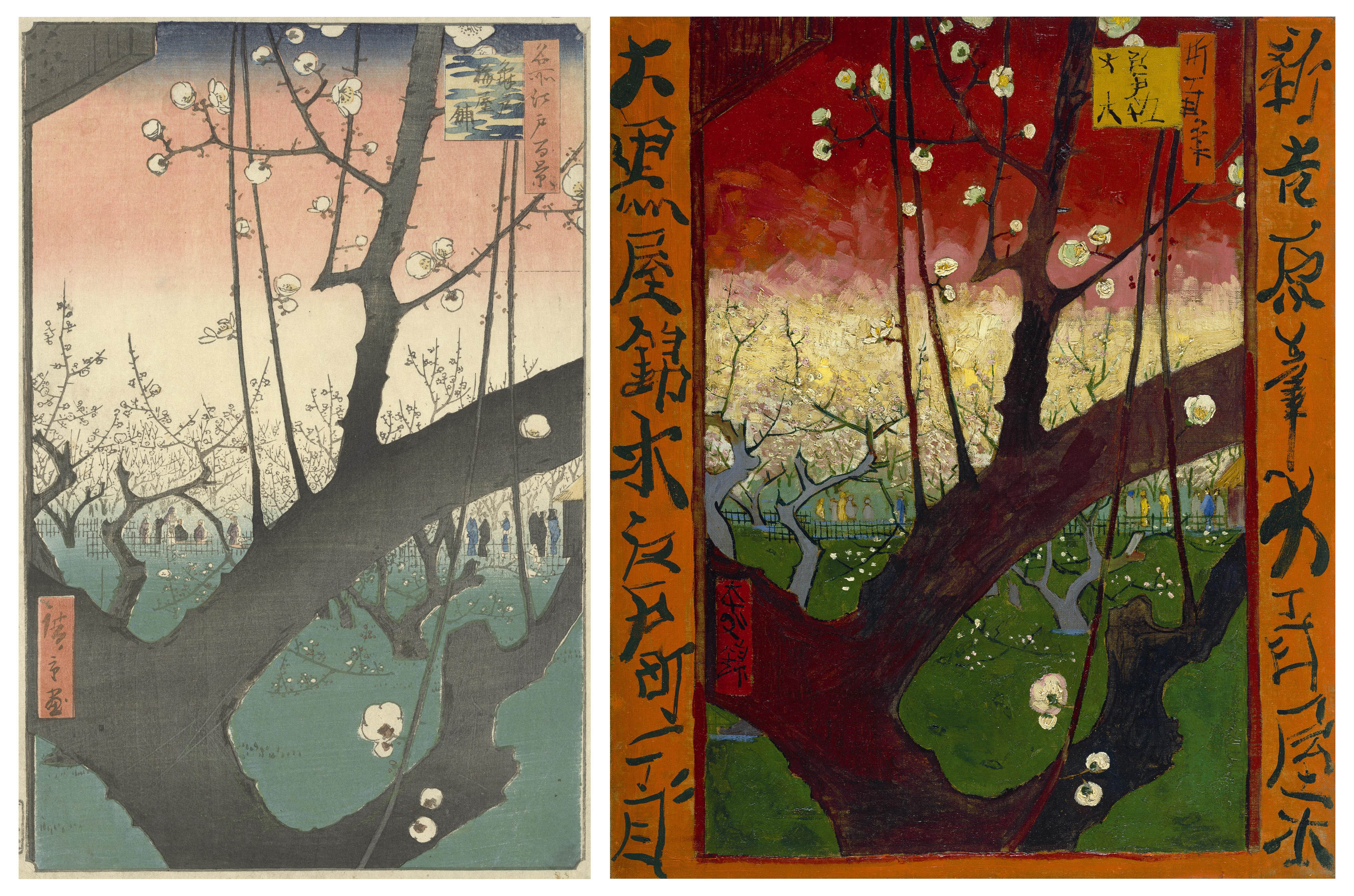
歌川広重の浮世絵（左）と、ゴッホによる模写（右） 1887年。
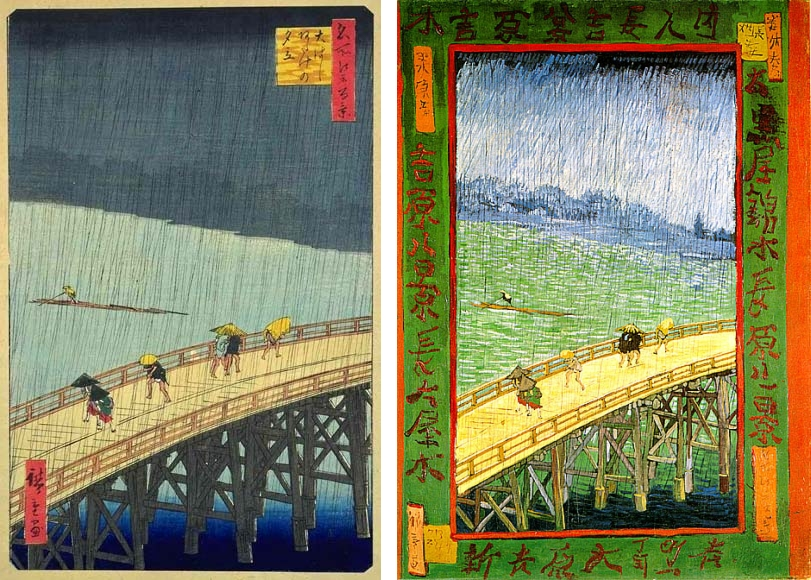
歌川広重の浮世絵（左）と、ゴッホによる模写（右） 1887年。
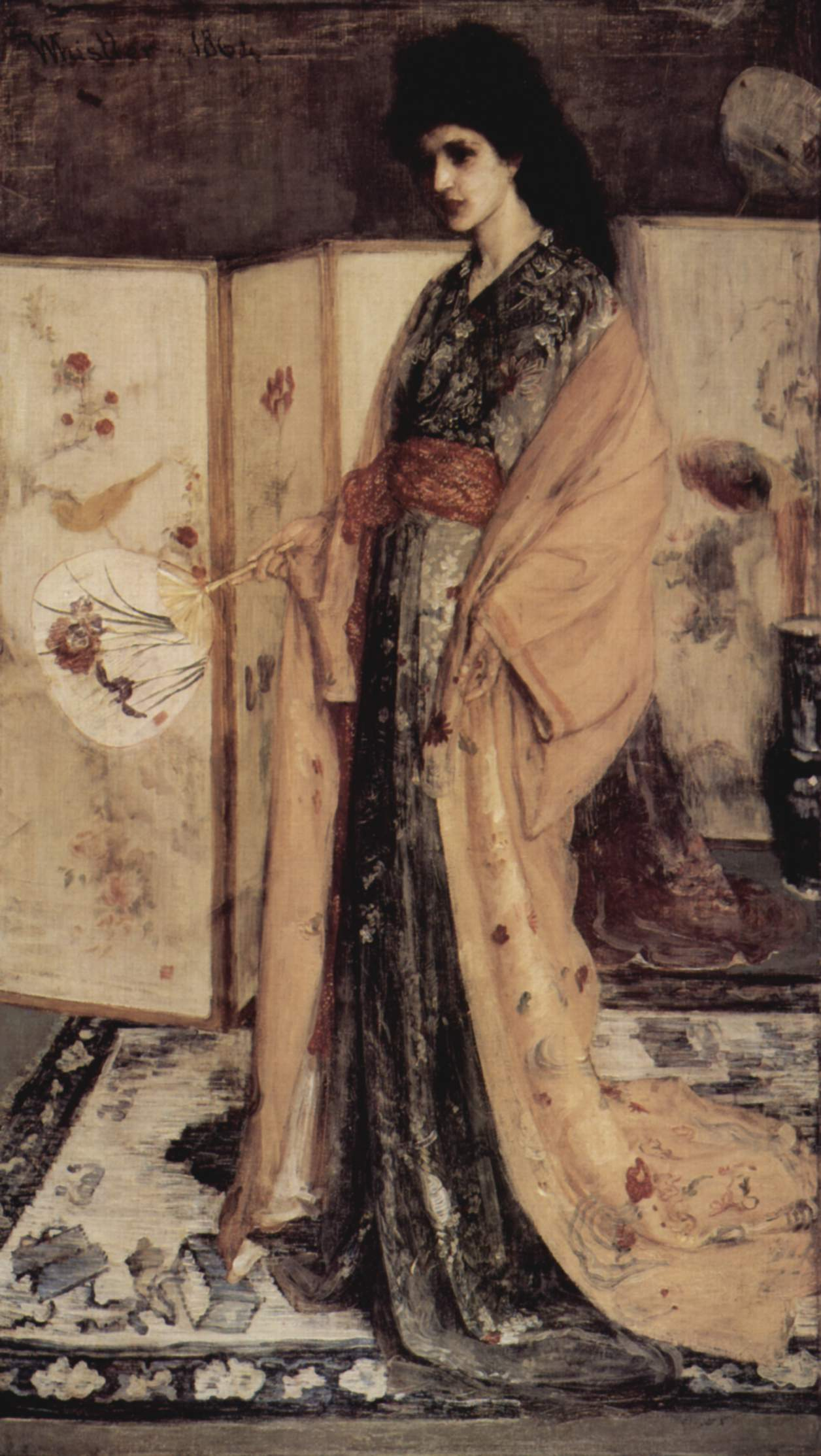
ジェームズ・マクニール・ホイッスラー『La Princesse du Pays de la Porcelaine』 186] – 1864年。
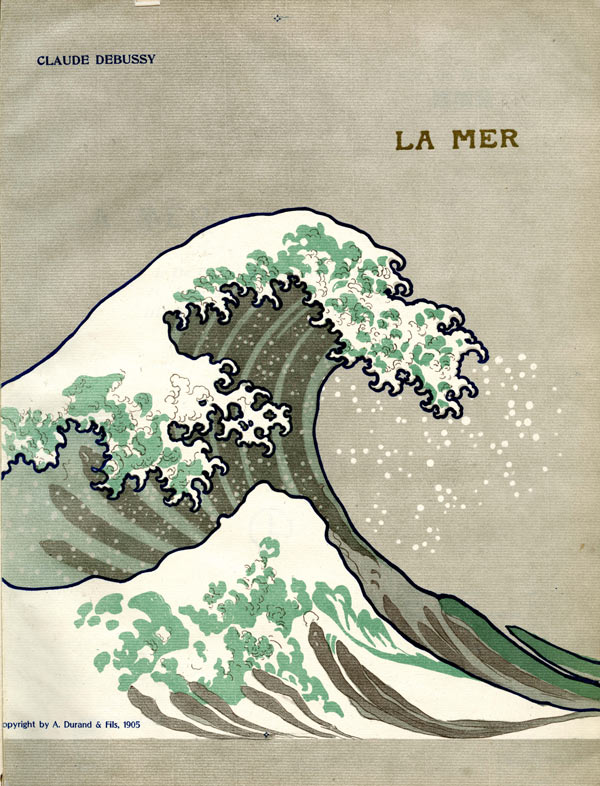
クロード・ドビュッシーの交響詩『海』の表紙。1905年。葛飾北斎の冨嶽三十六景「神奈川沖浪裏」の模写。
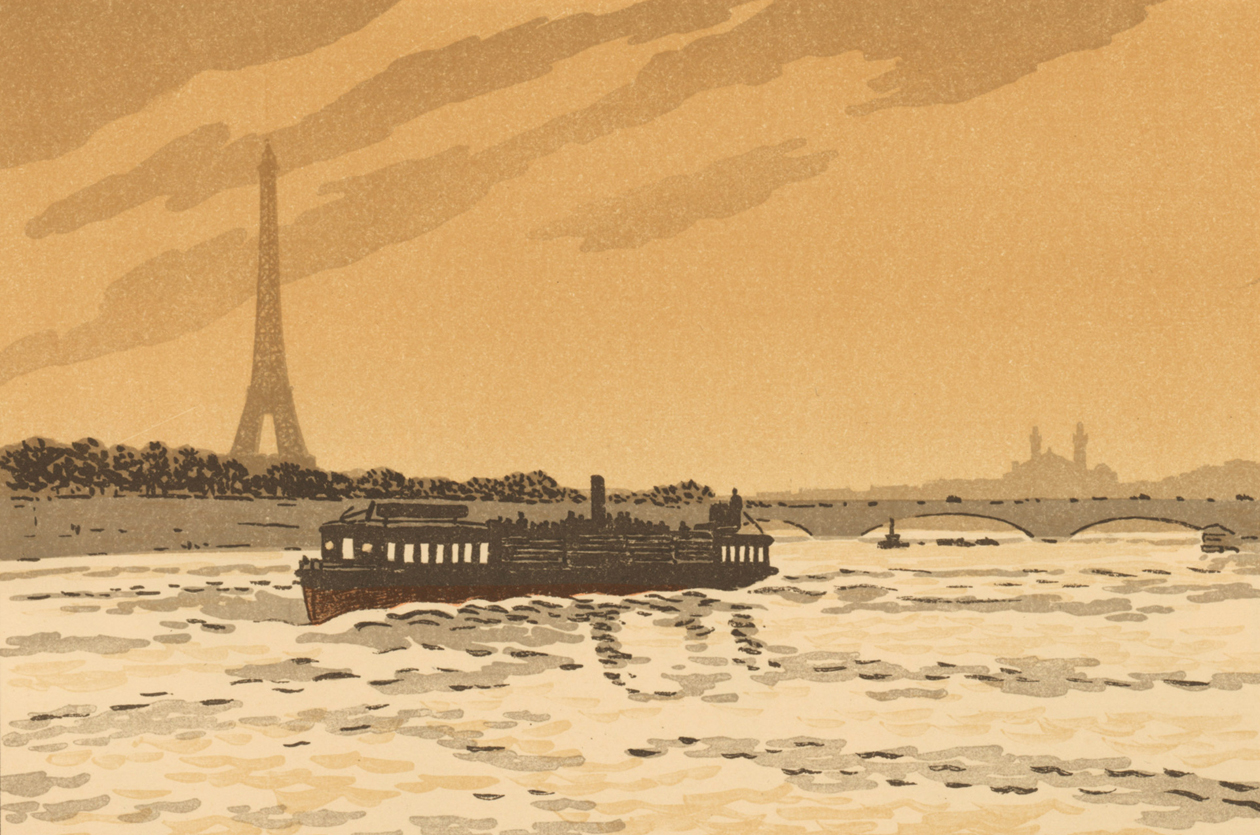
アンリ・リヴィエールの『エッフェル塔三十六景』 1902年。